# Hate – Haß
Hate – Haß (Alternativtitel: Der Feind in meinem Haus; Originaltitel: Natural Enemy) ist ein US-amerikanisch-kanadischer Thriller von Douglas Jackson aus dem Jahr 1996. Donald Sutherland und William McNamara sowie Lesley Ann Warren spielen die Hauptrollen in dieser spannenden Geschichte. Das seinerzeitige Filmplakat meinte: „Some People are just born enemies“ (Manche Menschen sind einfach geborene Feinde). Ein anderes Filmplakat enthielt die Aussage: „The Only Real Enemy is the Truth“ (Der einzige wirkliche Feind ist die Wahrheit).

## Handlung
Jeremy Harpers Mutter Sandy ist 17 Jahre alt und besucht noch die Highschool, als sie feststellt, dass sie schwanger ist. Sie entschließt sich, ihr neugeborenes Kind in ein Waisenhaus zu geben. Dort wird der kleine Junge, der den Namen Jeremy erhalten hat, von drei verschiedenen Elternpaaren vorübergehend mit nach Hause genommen, aber immer wieder zurückgebracht. Das letzte Paar, das Jeremy adoptiert hat, wird von ihm, als er noch ein Kind ist, getötet. Er übergießt seine Adoptiveltern mit Benzin, entzündet ein Streichholz und sieht zu, wie sie bei lebendigem Leib verbrennen. Jeremy ist von dem Gedanken beseelt, seine echte Mutter zu treffen, der er zeigen möchte, was er in all den Jahren des Alleinseins über sie gedacht hat und wie er sich gefühlt hat.
Beruflich schlägt Jeremy den Weg eines Finanzberaters ein, er arbeitet viel, studiert Finanzwesen und die Welt der Aktien und Anleihen und entwickelt sich zu einem Finanzgenie. An der renommierten Harvard Business-School schließt er als Jahrgangsbester ab. Alles, was er tut, zielt darauf ab, sich seiner Mutter, ohne dass das Verdacht erregt, nähern zu können. Jeremy hat sich zu einem psychotischen jungen Mann entwickelt, der Drogen nimmt und sich gut verstellen kann. Er hat herausgefunden, dass seine echte Mutter Sandy Robards heißt und plant ihren Tod genau an seinem 25. Geburtstag. Er steigert sich in den Gedanken hinein, das wäre das passende Geschenk für sie an dem Tag, an dem sie ihn vor 25 Jahren weggegeben hat. Sandy Robards, die zu der Zeit schwanger ist, ist mit Ted Robards verheiratet, der als Börsenmakler arbeitet. Mit seinen ausgezeichneten Zeugnissen schafft Jeremy es, einen Job in Robards Firma zu bekommen, wo er für die Hälfte des Gehalts arbeitet, das ihm andere Firmen zahlen würden. Zum Unmut seiner Frau bietet Ted Robards ihm sogar ein Übergangsquartier in seiner Villa an. Jeremys Plan ist es, Robards geschäftlich zu ruinieren und dessen Privatleben zu zerstören. Er ist fest davon überzeugt, dass seine echte Mutter sein Leben zerstört hat. Als er sie am meisten brauchte, hat sie ihn im Stich gelassen. Nun will er ihr Leben zerstören. 
Jeremy geht geschickt ans Werk, diskreditiert Ted Robards immer wieder und sorgt dafür, dass alles darauf hindeutet, dass Ted Wertpapierbetrug begangen hat. Jeremys Vorgehen lässt keine Rückschlüsse auf ihn selbst zu, was letztendlich dazu führt, dass die Steuerfahndung bei Ted Robards auftaucht und der Börsenmakler in seiner Branche keinen Fuß mehr auf die Erde bekommt und sogar von der Börse ausgeschlossen wird. Seiner schwangeren Mutter tut Jeremy etwas in den Tee, woraufhin sie eine Fehlgeburt erleidet. Als ob das alles nicht schon schlimm genug wäre, ermordet Jeremy auch noch seinen leiblichen Vater Stanley Knox, dem er zuvor ebenfalls jede finanzielle Grundlage entzogen hat, sowie Gina, die Frau seines Vaters, die er erst zu seiner Geliebten macht, um sie dann ebenfalls zu töten, als sie ihm gefährlich werden kann. Ein weiteres Opfer ist die anfangs völlig ahnungslose Adoptionsdetektivin Christina D’Amelio, deren Leiche er im Müll entsorgt. Zuvor hat er diese widerliche Tat und ein Gespräch mit der jungen Frau auf Video festgehalten mit dem Gedanken, seine Mutter Sandy damit „beeindrucken“ zu wollen.
Am Vorabend seines Geburtstages, dem 30. November, ist Jeremy mit seinem Plan der Ermordung seiner Mutter beschäftigt. Er macht sie für seine Schmerzen und sein Leid verantwortlich, obwohl dieses nur in Jeremys krankem Geist existiert. Mitleidlos tötet er Ted Robards, der seiner Frau, die sich Jeremys Angriffen ausgesetzt sieht, zu Hilfe eilen will. Er zieht das Prozedere in die Länge, da er seine Mutter so lange wie möglich leiden sehen will. Seinen Quasi-Stiefbruder Chris, Ted Robards hat ihn mit in seine zweite Ehe gebracht, hat er zuvor sexuell bedrängt, jedoch nicht getötet, da er ihn – sadistisch wie er ist – weiter foltern und demütigen will. Genau das wird ihm jedoch nun zum Verhängnis. Chris konnte sich befreien und eilt seiner Stiefmutter im letzten Moment zu Hilfe, indem er etwas Überraschendes tut, was den Soziopathen selbst in die Tiefe stürzen lässt, in die er seine Mutter stoßen wollte. Dabei findet Jeremy den Tod. 

## Produktion

### Produktionsnotizen, Budget
Es handelt sich um eine Produktion von Filmline International und phoenician films. Die Filmaufnahmen entstanden in Montreal in der Provinz Québec sowie in Senneville in Kanada. Die Dreharbeiten begannen am 18. November und wurden am 15. Dezember 1995 beendet. Das im Film gezeigte Haus der Robards war bereits in den Filmen Back Stab von 1990 und The Wrong Woman (Die falsche Mörderin, 1995) zu sehen, letzterer ebenfalls ein Film von Douglas Jackson.
Den Verantwortlichen stand ein geschätztes Budget in Höhe von 6.200.000 CAD zur Verfügung.

### Soundtrack
- No One Ever Loved Me Like You – Vortrag: Natalie Taylor
- Fast Train – Vortrag: April Wine
- Best Friend (Sha La La La) – Vortrag: Jack Drag
- Mon Amour – Vortrag: Lola Reeves
- In Search of Heroes – Vortrag: Alan Reeves
- Heartless World – Vortrag: Teaze
- Jonesin – Vortrag: Automatic Head Detonator
- Norma von Vincenzo Bellini
- Arlésienne, Suite d’Orchestre No. 2 von Georges Bizet

### Veröffentlichung
Premiere hatte der Film im Dezember 1996 in Australien. In Schweden wurde er am 18. Dezember 1996 als Video veröffentlicht. In den Vereinigten Staaten erschien er am 10. Januar 1997, im Vereinigten Königreich im April 1997 (Videopremiere), in Thailand am 19. Dezember 1997, in Japan am 7. Februar 1998 und in Finnland am 8. August 2000. Veröffentlicht wurde er zudem in Brasilien, Bulgarien, Kanada, Griechenland, Ungarn, Italien, Mexiko, Norwegen, Polen, Russland und in Spanien. In Deutschland wurde der Film unter den Titeln Der Feind in meinem Haus, Hate und Natural Enemy – Der Feind in meinem Haus veröffentlicht.

## Kritik
Im Lexikon des internationalen Films lobte Anselm Jungeblodt die außergewöhnliche Spannung des Films folgendermaßen: „Obwohl die Story dieses Psychothrillers nach altbekannten Handlungsmustern verläuft und ihr Ausgang vorhersehbar ist, versteht es der Regisseur, Angst und Spannung zu verbreiten. Die sympathische Zeichnung des Ehepaares wie die im Genrerahmen passable Darstellung tragen einiges dazu bei. Wer Spaß daran hat, sich dem schaurig-brutalen Finale entgegenzugruseln, den wird es nicht stören, daß der Film dabei die psychischen Probleme von Adoptivkindern auf dem Niveau der Regenbogenpresse abhandelt, um schließlich mit einem Insert im Abspann geradezu heuchlerisch seine Gewaltdarstellungen zu rechtfertigen.“
Jedadaiah Lelands Bewertung bei Through the Shattered Lens//Where mainstream meets grindhouse, explitation, otaku and gamers fiel vernichtend aus; er meinte, dies sei einer dieser unsäglichen Rachethriller, bei denen es darauf ankomme, dass jeder im Film so dumm wie möglich sei. Am Ende erweise sich sogar Jeremy als dumm. Das Interessanteste an diesem Film sei wahrscheinlich, dass Donald Sutherland irgendwie die Hauptrolle gespielt habe. Sogar großartige Schauspieler müssten ja schließlich Essen auf den Tisch bringen. Hoffentlich habe Sutherland, dadurch dass er in diesem Film eine Hauptrolle gespielt habe, gut gegessen.